# Otto von Marchtaler
Otto Erhard von Marchtaler fue un general alemán que sirvió en el Ejército de Wurtemberg y participó en la guerra franco-prusiana y la I Guerra Mundial. Fue Ministro de Guerra del Reino de Wurtemberg entre 1906 y 1918.

## Biografía
Marchtaler nació el 9 de junio de 1854 en Wiblingen. Era el único hijo del Coronel Heinrich Otto Erhard von Marchtaler. Marchtaler se unió al Ejército de Wurtemberg como cadete en 1869. Cuando estalló la guerra franco-prusiana Marchtaler fue asignado al 4.º Regimiento de Infantería. Durante la guerra, Marchtaler se convirtió en Teniente Segundo y recibió la Cruz de Hierro de segunda clase. Fue promovido a Hauptmann en 1884 y se convirtió en comandante de compañía. Desde 1886, sirvió como adjunto del estado mayor del XIII Cuerpo (Real de Wurtemberg). En 1890 fue nombrado Mayor y en 1893 fue asignado al Gabinete Militar en Berlín. Fue promovido a Oberst en 1897 y al año siguiente fue asignado al Ministerio de Guerra, a partir de 1900 también sirvió como Representante Militar de Wurtemberg.
Fue ascendido a Generalmajor en 1901. En 1903 pasó a ser el comandante de la ciudad de Stuttgart y en 1904 Marchtaler fue ascendido a Generalleutnant. El 11 de junio de 1906, Marchtaler se convirtió en ministro de guerra reemplazando a Albert von Schnürlen. En 1908, Marchtaler también fue elegido General-Adjunto del rey Guillermo II de Wurtemberg. En 1908 fue promovido a General der Infanterie. Durante la I Guerra Mundial continuó sirviendo en su puesto ministerial, siendo relevante para la economía de guerra de Wurtemberg. También fue nombrado vicecomandante general del XIII Cuerpo (Real de Wurtemberg). Marchtaler se retiró del ejército el 7 de noviembre de 1918 y murió el 11 de enero de 1920 en Stuttgart. Fue enterrado en el cementerio de Stuttgart-Nord.